# 王斌余
王斌余（1977年4月30日—2005年10月19日）是中国大陆的一名农民工和杀人犯。他出生在甘肃省甘谷县的一个贫穷的农民家庭，17岁开始先后在甘肃、宁夏的城市打工，主要是做建筑工人。

## 案件过程
2003年8月开始，王斌余在石嘴山市陈继伟承包的建筑工地打工。王和其他工人吃住在工地，工作条件不好，缺乏福利，工资微薄，并且雇主规定在年底的时候方能领薪。王斌余平日和工头、队长和民工吴华及其妻兄苏志刚等人有矛盾。后来他的弟弟王斌银也在这个工地工作。
2005年5月，他因为家里急需用钱等理由，要求辞工和结清2005年的工资，遭到拒绝。王斌余到地方人事劳动保障局投诉，调解人与施工队队长吴新国达成协议：5天内结清工资，其间王斌余不能继续住在工地，但应该被付给少量生活费。吴提议给50元人民币，但王嫌少未要。
当天晚上10:30左右，王斌余和王斌银回到宿舍发现已进不去，遂去吴新国处讨要生活费。吴新国未开门，而是用电话叫吴华来帮助劝说。吴华带领苏志刚、其岳父苏文才、妻子苏香兰等人来到现场后，和王斌余发生争吵，苏文才并打了王斌余的耳光。王斌余在恼怒情况下掏出随身的折叠刀，刺倒苏志刚、苏文才、吴华、苏香兰和吴新国的妻子汤晓琴。他还试图追杀试图报警的吴新国。吴逃脱后，他又返回来继续补刺。一共刺了47刀，造成苏志刚、苏文才、吴华、苏香兰4人死亡，汤晓琴1人重伤。
案发后，王斌余先逃离了现场，并将刀扔进黄河，但于同晚11:55去公安局自首。

## 审判
2005年6月16日，石嘴山市中级法院一审宣判王斌余犯有故意杀人罪，被判处死刑和剥夺政治权利终身。王斌余不服上诉，认为自己是因为平时待遇不公，后来讨要工钱未遂而激愤杀人，而且鉴于主动投案自首应该从轻处罚。宁夏高级法院于9月29日开始审理，10月19日终审宣判：驳回上诉，维持原判。王斌余于当日被执行死刑。

## 争议
民间很多人认为，王斌余一案是中国大陆民工处于弱势群体，其权益得不到合法保障造成的。但法院、检察院等方面则有人认为：王斌余的情况有令人同情之处，但在已达成清算工资的调解协议的情况下，残忍地连杀4人，按照法律程序没有从轻处罚的理由。